# Heusden Koers 2001
De 53e editie van de Belgische wielerwedstrijd Heusden Koers werd verreden op 14 augustus 2001. De start en finish vonden plaats in Heusden. De winnaar was Geert Omloop, gevolgd door Glenn D'Hollander en Thierry Marichal.

## Uitslag
| Heusden Koers 2001 |                   |                   |          |
| Plaats             | Naam              | Ploeg             | Tijd     |
| Winnaar            | Geert Omloop      | Collstrop-Palmans | 3u44'00" |
| 2                  | Glenn D'Hollander | Lotto-Adecco      | + 2"     |
| 3                  | Thierry Marichal  | Lotto-Adecco      | + 22"    |

1929 · 1930-1935 · 1936 · 1937 · 1938 · 1939 · 1952 · 1953 · 1954 · 1955 · 1956 · 1957 · 1958 · 1959 · 1960 · 1961 · 1962 · 1963 · 1964 · 1965 · 1966 · 1967 · 1968 · 1969 · 1970 · 1971 · 1972 · 1973 · 1974 · 1975 · 1976 · 1977 · 1978 · 1979 · 1980 · 1981 · 1982 · 1983 · 1984 · 1985 · 1986 · 1987 · 1988 · 1989 · 1990 · 1991 · 1992 · 1993 · 1994 · 1995 · 1996 · 1997 · 1998 · 1999 · 2000 · 2001 · 2002 · 2003 · 2004 · 2005 · 2006 · 2007 · 2008 · 2009 · 2010 · 2011 · 2012 · 2013 · 2014 · 2015 · 2016 · 2017 · 2018 · 2019 · 2020 · 2021 · 2022 · 2023